# Anisodes renifera
Anisodes renifera är en fjärilsart som beskrevs av Louis Beethoven Prout 1922. Anisodes renifera ingår i släktet Anisodes och familjen mätare. Inga underarter finns listade i Catalogue of Life.